# Hornsund (estació)
L'estació àrtica polonesa de Hornsund (en polonès: Polska Stacja Polarna Hornsund; en noruec: Isbjørnhamna forskningsstasjon) és una estació d'investigació àrtica polonesa situada a la badia d'Isbjørnhamna, al fiord de Hornsund, illa de Spitsbergen, Svalbard, Noruega. Va ser fundada el 1957.

## Descripció

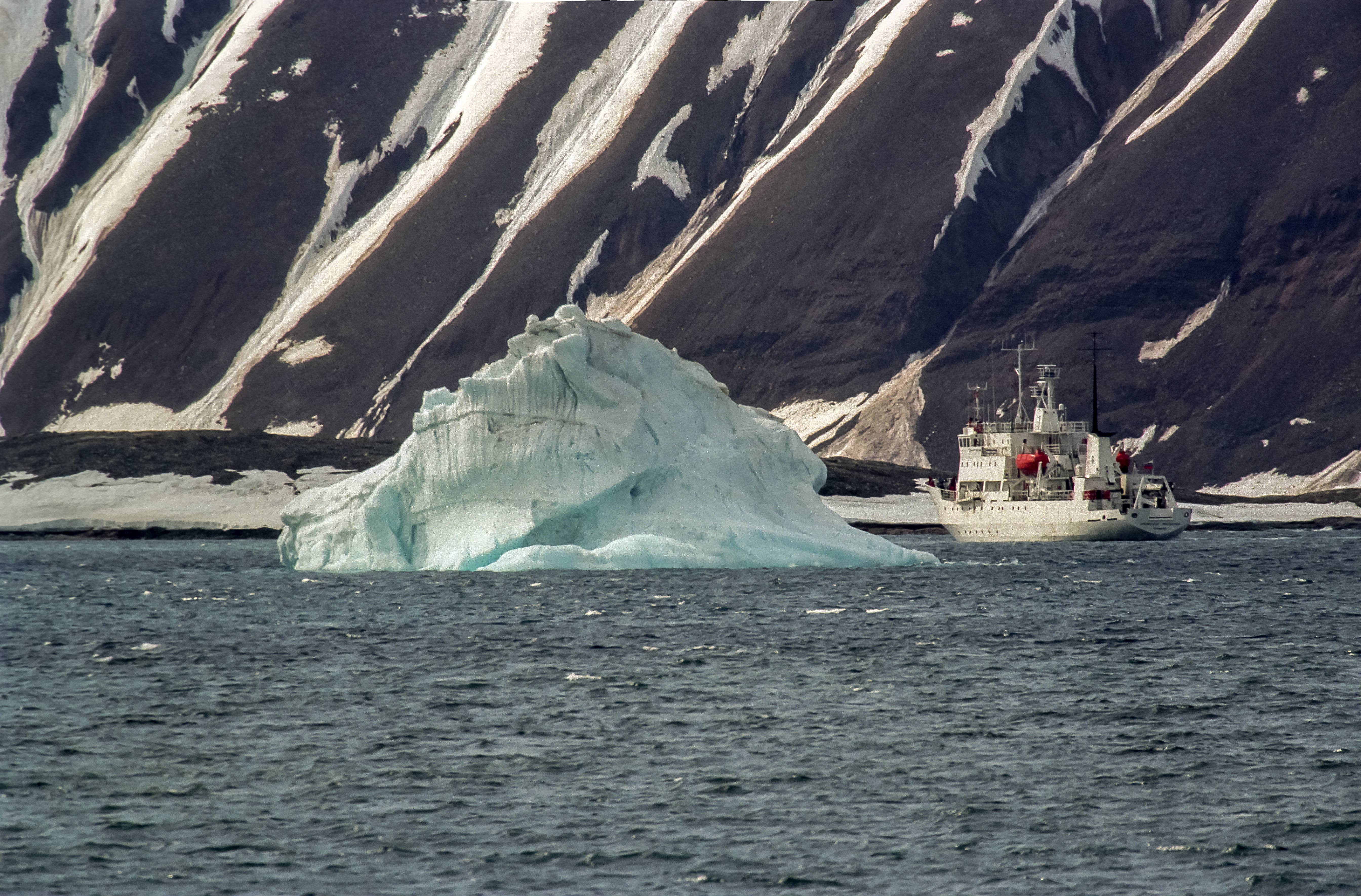
Un vaixell polonès a les costes del fiord de Hornsund.

L'estació va ser construïda al juliol del 1957 per l'Acadèmia de Ciències d'Expedició de Polònia en el marc de l'Any Geofísic Internacional. L'expedició va ser dirigida per Stanislaw Siedlecki, geòleg, explorador i alpinista, un veterà de les expedicions àrtiques poloneses en la dècada del 1930 (incloent la primera travessia de l'oest de l'illa de Spitsbergen).
L'estació va ser modernitzada el 1978, per tal de reprendre una activitat durant tot l'any. Des de llavors, l'Institut de Geofísica de l'Acadèmia de Ciències de Polònia ha estat el responsable de l'organització d'investigació de l'estació.

## Recerca
Activitats de recerca de tot l'any:
- Meteorologia - recopilació de dades per a fins sinòptics i per detectar els canvis climàtics;
- Sismologia - detecció de terratrèmols al món, i mesura de l'activitat sísmica de la regió de Svalbard, i el registre de tremolors vinculats a la dinàmica de la glacera de Hans;
- Geomagnetisme - registrar canvis en els components XYZ del camp magnètic de la Terra;
- Ionosfèrica de sondeig per determinar l'estructura de la ionosfera; utilitzant mesuraments riometer per determinar l'estructura i el coeficient d'absorció de la ionosfera;
- Glaciologia - mesuraments de la dinàmica de les glaceres (Hansbreen, Werenskioldbreen), documentació de retrocés de les glaceres;
- L'electricitat atmosfèrica - la determinació de la magnitud del camp elèctric de la Terra i el registre del seu component vertical;
- Vigilància del medi ambient - el registre de característiques climàtiques seleccionats i les anàlisis que realitzen d'acumulació de productes químics de l'aire i la contaminació de l'aigua i el contingut isotòpic de la capa de neu.

Als estius i hiverns, les funcions de l'estació com a base són la investigació de la geologia, la geodèsia, la geomorfologia, la glaciologia, l'oceanologia i la biologia.